# Nicolas Wucherer
Nicolas Wucherer (* 24. Februar 1970 in Mainz) ist ein ehemaliger deutscher Basketballspieler. Der 1,89 Meter große Aufbauspieler bestritt in der Basketball-Bundesliga 52 Einsätze für Würzburg und war Juniorennationalspieler.

## Spielerlaufbahn
Wucherers Vater Jochen spielte in der Basketball-Bundesliga, sein Bruder Denis war deutscher Nationalspieler, ehe er eine Trainerkarriere begann.
Wucherer schaffte Ende der 1980er Jahre den Sprung in die deutsche Junioren-Nationalmannschaft, mit der er 1987 an der Endrunde der Kadetten-Europameisterschaft, ein Jahr später an der Junioren-EM und 1992 an der U22-EM teilnahm.
1990 wechselte er von EOSC Offenbach zum TV Langen, mit dem ihm in der Saison 1990/91 der Aufstieg in die Bundesliga gelang. 1991/92 spielte er mit Langen in der höchsten deutschen Spielklasse, im Sommer 1991 hatte sich sein Bruder Denis ebenfalls den Langenern angeschlossen. Nicolas Wucherer wurde im Laufe der Saison in die deutsche U22-Nationalmannschaft berufen. In der Bundesliga wurde der Klassenerhalt im Frühjahr 1991 verpasst. Wucherer blieb durch seinen in der Sommerpause 1991 durchgeführten Wechsel zum MTV Gießen in der Bundesliga. Später spielte Wucherer bei der DJK Würzburg, mit der er 1998 an der Seite von Dirk Nowitzki den Aufstieg in die erste Liga schaffte. In der obersten deutschen Spielklasse gehörte Wucherer von 1998 bis 2000 zum Würzburger Kader. 1998/99 erzielte er in 24 Spielen im Schnitt 4,5 Punkte, 1999/2000 verbuchte er 28 Einsätze und einen Mittelwert von 3,1 Punkten je Begegnung. Neben der Basketball-Karriere absolvierte er ein Jurastudium und wurde später als Rechtsanwalt tätig.
Nach dem Abschluss der Saison 1999/2000 beendete er seine Bundesliga-Laufbahn.

## Trainerlaufbahn
Wucherer versuchte in der Saison 2005/2006 nach dem Aus der TSK Würzburg den Basketballstandort der Domstadt in der zweiten Liga zu stabilisieren. Holger Geschwindner erwarb mit seinem Talentförderprogramm „Player Development Program“ (PDP) die Lizenz für einen Startplatz in der zweiten Basketballliga. Partner des PDP war der USC Mainfranken. Geschwindner und Wucherer trainierten die Mannschaft und wollten sowohl Sponsoren als auch geeignete Spieler verpflichten. Die Saison endete in einem „Zweitliga-Desaster“, schrieb die Main-Post.
Wucherer trainierte nach seiner Profikarriere den TV Marktheidenfeld als Spielertrainer. Dorthin nahm er den Startplatz des USC Mainfranken für die 1. Regionalliga mit. So konnte der TV Marktheidenfeld anstelle des USC in der Saison 2006/07 in der 1. Regionalliga spielen.
Von 1. Dezember 2008 bis September 2009 war er Geschäftsführer des Olympiastützpunkt Rhein-Neckar in Heidelberg. Im September 2009 wurde er fristlos entlassen, seitens des Präsidiums des Olympiastützpunktes wurden „unüberbrückbare Differenzen“ als Grund angegeben. Im März 2010 kam es zu einer gütlichen Einigung zwischen Wucherer und dem Olympiastützpunkt.
Als Trainer gab Wucherer in der Würzburger Jugendarbeit seine Basketball-Erfahrung an den Nachwuchs weiter, stand im Trikot der Seniorenmannschaften der Turngemeinde Würzburg auch teils noch selbst auf dem Feld und wurde Deutscher Meister.
Wucherer kehrte in der Saison 2019/2020 noch mal auf das Parkett des höheren Amateur-Basketballs zurück. Für die TG Veitshöchheim lief er neun Mal in der 2. Regionalliga Nord der Südost-Staffel auf. Wucherer war zeitweise verletzt und übernahm in dieser Zeit während der Spiele die Trainerstelle von Christian Gabold. Die TGV erlangte mit Wucherer als erstplatzierte Mannschaft das Aufstiegsrecht in die 1. Regionalliga Südost.